# Symfonie nr. 1 (Mjaskovski)
De Russische componist Nikolaj Mjaskovski schreef zijn Symfonie nr. 1 in c-mineur in 1908. Hij studeerde toen nog bij Anatoli Ljadov en Nikolaj Rimski-Korsakov. De symfonie klinkt echter niet als het werk van een muziekstudent; Mjaskovski wilde zich zo bewijzen, dat hij zijn eerste symfonie nodeloos ingewikkeld maakte. Vooral de finale bevatte volgens vriend en medecomponist Prokofjev te veel thema’s. Mjaskovski heeft de symfonie toen aangepast, maar niet direct: pas 7 jaar na de première. De symfonie is vlot in elkaar gezet: in februari de eerste schets, in juli de pianopartij, in september de orkestratie, maar dat is er niet aan af te horen. Dit werk verraadt het toen al degelijke vakmanschap van de componist, maar de stijl vertoont sterke invloed van de symfonieën van Glazoenov. Na deze symfonie zouden er nog 26 volgen.

## Bron en discografie
- Symfonieorkest van het Ministerie van Cultuur van de Sovjet-Unie o.l.v. Gennadi Rozjdestvenski (Russian Revelation RV 10069 / Russian Disc RD CD 11 007)
- Academisch Symfonieorkest van de Russische Federatie o.l.v. Evgeni Svetlanov (Russian Disc RDCD 00652 / Warner 2564 69689-8 / Olympia OCD 731

Symfonie nr. 1 · 2 · 3 · 4 · 5 · 6 · 7 · 8 · 9 · 10 · 11 · 12 · 13 · 14 · 15 · 16 · 17 · 18 · 19 · 20 · 21 · 22 · 23 · 24 · 25 · 26 · 27